# GP van Zuid-Afrika MX2 2006
De Grote Prijs van Zuid-Afrika 2006 in de MX2-klasse motorcross werd gehouden op 16 juli 2006 op het circuit van Sun City. Daar won de Italiaanse rijder Antonio Cairoli zijn eerste grote prijs van het seizoen. Hij won de tweede reeks, en werd derde in de eerste reeks. David Philippaerts, winnaar van die eerste reeks, moest de strijd staken in reeks twee na een valpartij. Thuisrijder Tyla Rattray werd tweemaal tweede. De leider in het wereldkampioenschap, Christophe Pourcel, behield een vrij comfortabele voorsprong op de tweede plaats, die opnieuw door Cairoli werd ingenomen. 

## Uitslag eerste reeks
| Plaats | Naam               | Land |
| ------ | ------------------ | ---- |
| 1      | David Philippaerts | ITA  |
| 2      | Tyla Rattray       | RSA  |
| 3      | Antonio Cairoli    | ITA  |
| 4      | Gareth Swanepoel   | RSA  |
| 5      | Carl Nunn          | GBR  |
| 6      | Tommy Searle       | GBR  |
| 7      | Davide Guarneri    | ITA  |
| 8      | Sébastien Pourcel  | FRA  |
| 9      | Alessio Chiodi     | ITA  |
| 10     | Christophe Pourcel | FRA  |

## Uitslag tweede reeks
| Plaats | Naam               | Land |
| ------ | ------------------ | ---- |
| 1      | Antonio Cairoli    | ITA  |
| 2      | Tyla Rattray       | RSA  |
| 3      | Carl Nunn          | GBR  |
| 4      | Christophe Pourcel | FRA  |
| 5      | Manuel Monni       | ITA  |
| 6      | Rui Gonçalves      | POR  |
| 7      | Sébastien Pourcel  | FRA  |
| 8      | Tommy Searle       | GBR  |
| 9      | Davide Guarneri    | ITA  |
| 10     | Gareth Swanepoel   | RSA  |

## Eindstand Grote Prijs
| Plaats | Naam               | Land | Punten |
| ------ | ------------------ | ---- | ------ |
| 1      | Antonio Cairoli    | ITA  | 45     |
| 2      | Tyla Rattray       | RSA  | 44     |
| 3      | Carl Nunn          | GBR  | 36     |
| 4      | Christophe Pourcel | FRA  | 29     |
| 5      | Gareth Swanepoel   | RSA  | 29     |
| 6      | Tommy Searle       | GBR  | 28     |
| 7      | Sébastien Pourcel  | FRA  | 27     |
| 8      | Manuel Monni       | ITA  | 26     |
| 9      | Davide Guarneri    | ITA  | 26     |
| 10     | David Philippaerts | ITA  | 25     |

## Tussenstand wereldkampioenschap
| Plaats | Naam                   | Land | Punten |
| ------ | ---------------------- | ---- | ------ |
| 1      | Christophe Pourcel     | FRA  | 379    |
| 2      | Antonio Cairoli        | ITA  | 347    |
| 3      | David Philippaerts     | ITA  | 329    |
| 4      | Tyla Rattray           | RSA  | 305    |
| 5      | Marc de Reuver         | NED  | 284    |
| 6      | Carl Nunn              | GBR  | 241    |
| 7      | Billy Mackenzie        | GBR  | 228    |
| 8      | Tommy Searle           | GBR  | 224    |
| 9      | Gareth Swanepoel       | RSA  | 210    |
| 10     | Sébastien Pourcel      | FRA  | 207    |
| 11     | Kenneth Gundersen      | NOR  | 194    |
| 12     | Rui Gonçalves          | POR  | 193    |
| 13     | Alessio Chiodi         | ITA  | 185    |
| 14     | Davide Guarneri        | ITA  | 153    |
| 15     | Manuel Monni           | ITA  | 125    |
| 16     | Luigi Séguy            | FRA  | 94     |
| 17     | Anthony Boissière      | FRA  | 87     |
| 18     | Aigar Leok             | EST  | 73     |
| 19     | Matti Seistola         | FIN  | 69     |
| 20     | Pierre-Alexandre Renet | FRA  | 57     |